# 469219 Kamoʻoalewa

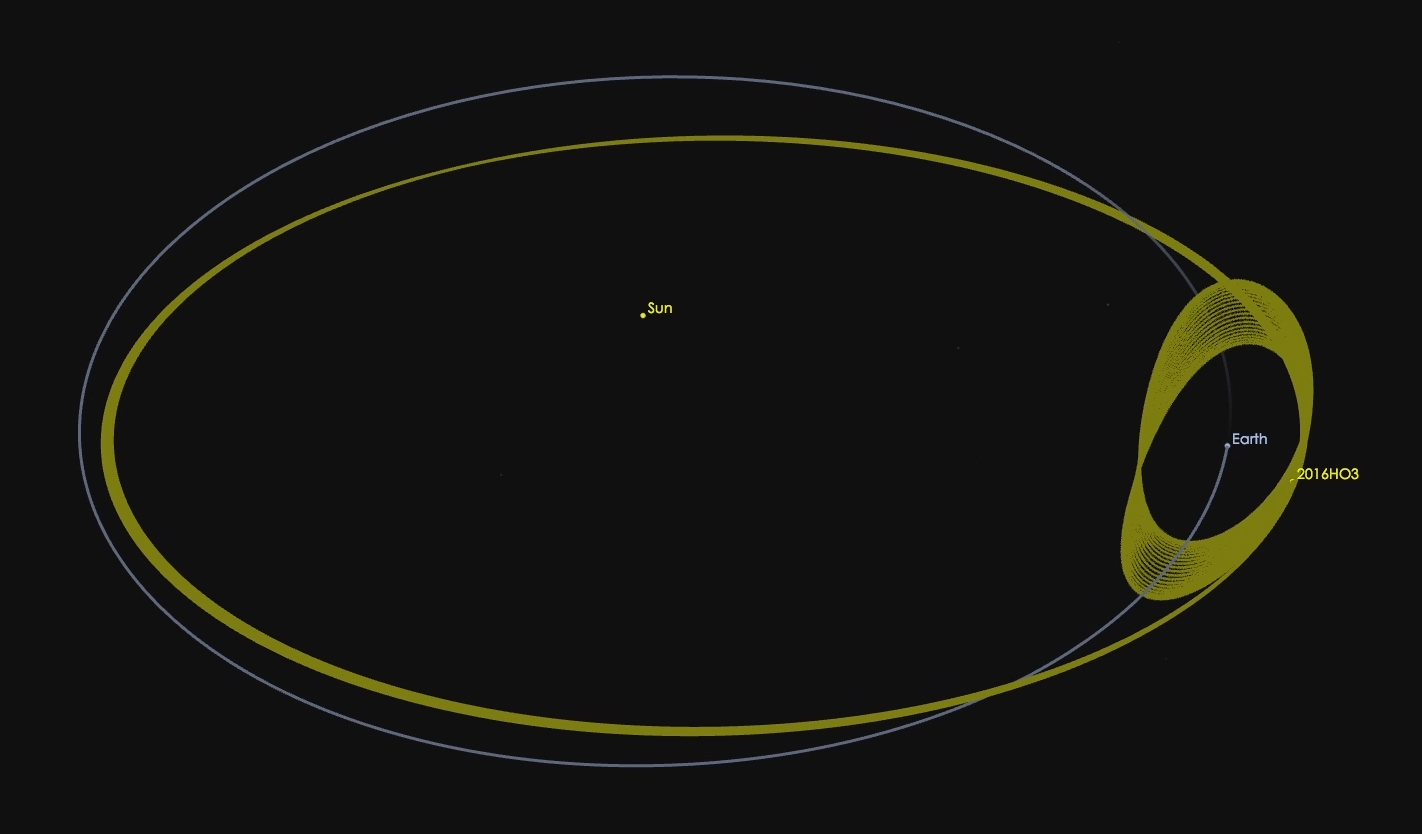
Órbita do asteroide 469219 Kamo´oalewa.

469219 Kamoʻoalewa

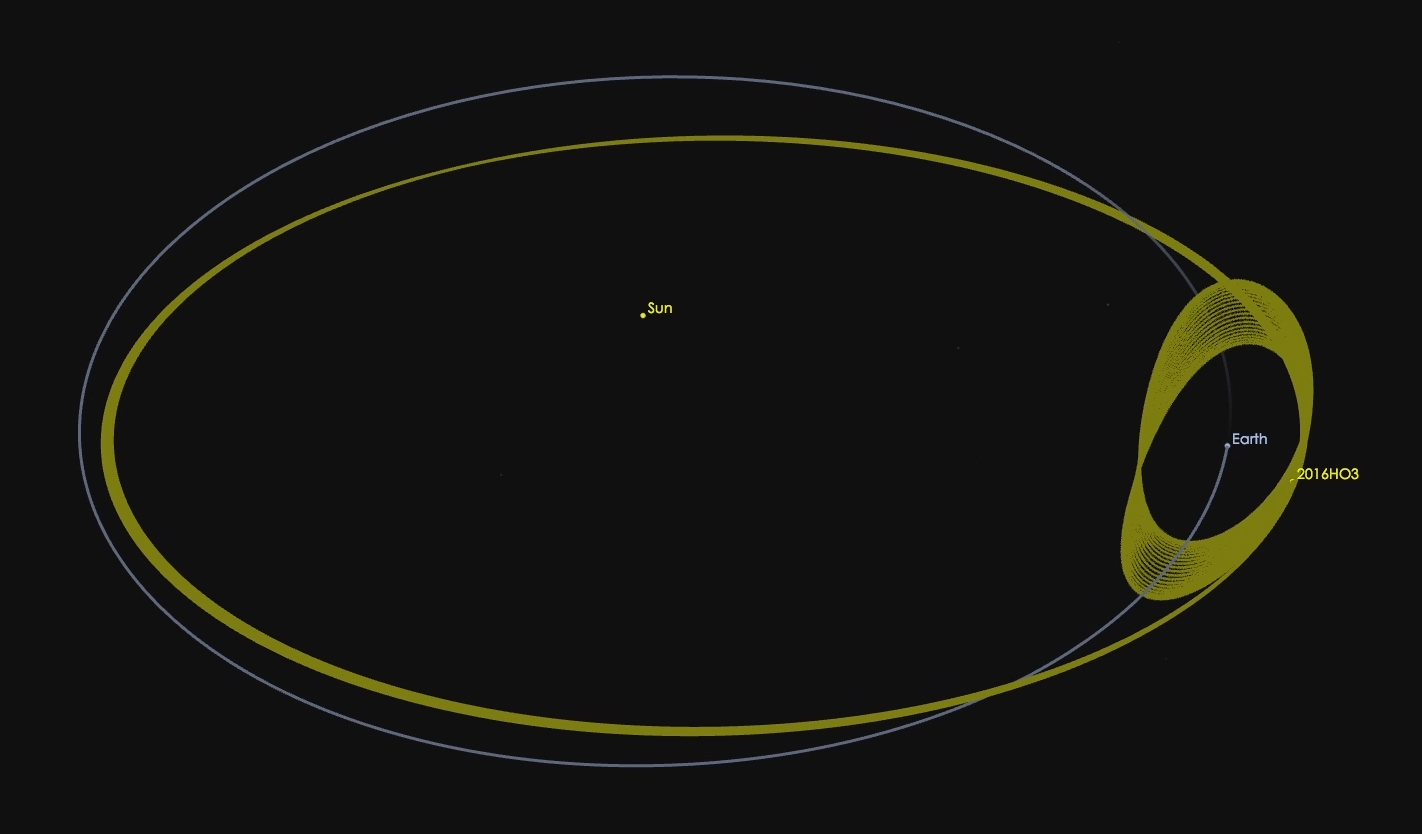
Asteroid-2016H03-20160427.jpg

 (designação provisória: 2016 HO3) é um asteroide que foi descoberto em 27 de abril de 2016, este objeto é, possivelmente, o quasi-satélite mais estável da Terra.

of the Moom

O asteroide Kamoʻoalewa também conhecido como "mini-lua" tem 36,5 metros de diâmetro, é redonda e a distância dele varia entre 38 e 100 vezes a distância da Terra.
Foi visto pela primeira vez em 27 de abril de 2016 no Havaí. Em junho de 2016, a NASA comunica a descoberta e de acordo com ela, o asteroide 469219 Kamoʻoalewa gira em torno da Terra há 366 anos e deve permanecer por várias outras centenas de anos. "Como o 2016 HO3 circunda nosso planeta, mas nunca vai longe demais, já que ele e a Terra orbitam o Sol juntos, nos referimos a esse asteroide como um semissatélite", disse Paul Chodas, gerente do Centro de Estudos de Objetos Próximos da Terra, da Nasa.
Segundo o cientista, o asteroide 2003 YN107 seguiu um padrão de órbita similar há dez anos, mas acabou se afastando após algum tempo.

## Missões propostas
Durante o evento 2017 Astrodynamics Specialist Conference ocorrido em Stevenson, estado de Washington (EUA), uma equipe composta de doutorandos da Universidade do Colorado em Boulder e da Universidade Estadual Paulista (UNESP) foi premiada ao apresentar um projeto denominado "Near-Earth Asteroid Characterization and Observation (NEACO) Mission to Asteroid (469219) 2016 HO3", provendo as primeiras ideias para a investigação desse corpo celeste usando uma sonda espacial. Recentemente, outra versão deste trabalho foi apresentada adotando diferentes vínculos na dinâmica.
A Administração Espacial Nacional da China está planejando uma missão robótica que retornaria amostras do asteroide para a Terra. Esta missão, a Zheng He, é planejada para ser lançada em 2024.